# Canton d'Anzin
Le canton d'Anzin est une division administrative française, située dans le département du Nord et la région Hauts-de-France.
À la suite du redécoupage cantonal de 2014, les limites territoriales du canton sont remaniées. Le nombre de communes du canton passe de 4 à 6.

## Géographie
Ce canton est organisé autour d'Anzin dans l'arrondissement de Valenciennes. Son altitude varie entre 15 m (Fresnes-sur-Escaut) et 68 m (Onnaing).

## Histoire
Le canton d'Anzin est créé à la suite du décret no 82-128 du 4 février 1982. Il résulte de la division du canton de Valenciennes-Nord en deux.
Un nouveau découpage territorial du Nord entre en vigueur à l'occasion des premières élections départementales suivant le décret du 17 février 2014. Les conseillers départementaux sont, à compter de ces élections, élus au scrutin majoritaire binominal mixte. Les électeurs de chaque canton élisent au Conseil départemental, nouvelle appellation du Conseil général, deux membres de sexe différent, qui se présentent en binôme de candidats. Les conseillers départementaux sont élus pour 6 ans au scrutin binominal majoritaire à deux tours, l'accès au second tour nécessitant 12,5 % des inscrits au 1er tour. En outre la totalité des conseillers départementaux est renouvelée. Ce nouveau mode de scrutin nécessite un redécoupage des cantons dont le nombre est divisé par deux avec arrondi à l'unité impaire supérieure si ce nombre n'est pas entier impair, assorti de conditions de seuils minimaux. Dans le Nord, le nombre de cantons passe ainsi de 79 à 41.
Le canton est entièrement inclus dans l'arrondissement de Valenciennes. Le bureau centralisateur est situé à Anzin.

## Représentation

### Conseillers généraux de 1982 à 2015

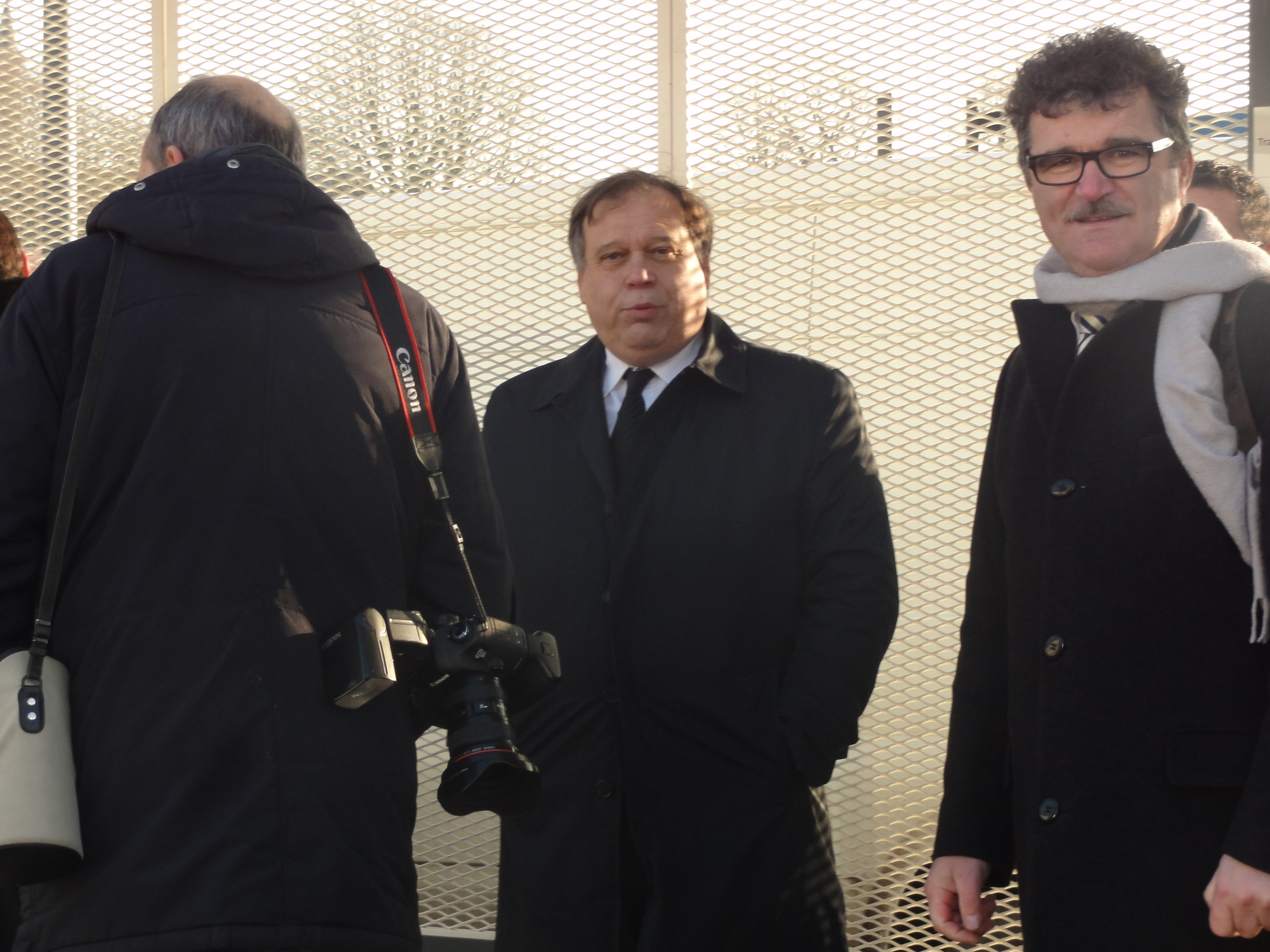
Jacques Marissiaux (au centre) lors de l'inauguration de la seconde ligne du tramway le 13 décembre 2013 à Bruay-sur-l'Escaut.

| Période | Période | Identité           | Étiquette             | Qualité |
| ------- | ------- | ------------------ | --------------------- | --- |
| 1982    | 1988    | Gérard Herrewyn    | PCF                   | Dessinateur chez EDF Adjoint au maire de Bruay-sur-l'Escaut Ancien conseiller général du Canton de Valenciennes-Nord (1976-1982) |
| 1988    | 1994    | André Parent       | PS                    | Principal de collège Maire d'Anzin (1983-2001) Conseiller régional                                                               |
| 1994    | 2002    | Cécile Gallez      | DVD puis UMP          | Pharmacienne retraitée Maire de Saint-Saulve (1977 → 2020) Députée du Nord (2002 → 2010)                                         |
| 2002    | 2015    | Jacques Marissiaux | DVG puis PS (2007 → ) | Proviseur de lycée Maire de Bruay-sur-l'Escaut (1988 → 2014)                                                                     |

### Conseillers départementaux à partir de 2015
Par décret du 17 février 2014, le nombre de cantons du département est divisé par deux, avec mise en application aux élections départementales de mars 2015. Le canton d'Anzin est conservé et s'agrandit. Il passe de 4 à 6 communes.
| Période élective | Période élective | Mandat | Mandat                | Identité              | Nuance | Nuance | Qualité                                                                                     |
| ---------------- | ---------------- | ------ | --------------------- | --------------------- | ------ | ------ | ------------------------------------------------------------------------------------------- |
| 2015             | 2021             | 2015   | 2021                  | Sylvia Duhamel        |        | DVD    | Assistante d'éducation Maire de Bruay-sur-l'Escaut                                          |
| 2015             | 2021             | 2015   | décembre 2016 (décès) | André Lenquette       |        | DVD    | Professeur de productique Maire de Beuvrages                                                |
| 2015             | 2021             | 2016   | 2021                  | Fabrice Zaremba       |        | DVD    | Ancien attaché d'exploitation Conseiller municipal de Fresnes-sur-Escaut                    |
| 2021             | 2028             | 2021   | en cours              | Pierre-Michel Bernard |        | DVG    | Médecin ORL Maire d'Anzin (depuis 2008)                                                     |
| 2021             | 2028             | 2021   | en cours              | Michelle Gréaume      |        | PCF    | Fonctionnaire territoriale Sénatrice du Nord (depuis 2017) Conseillère municipale d'Onnaing |

### Résultats détaillés

#### Élections départementales de 2015
| Candidats            | Candidats            | Partis      | Partis      | Premier tour | Premier tour | Second tour | Second tour |
| Candidats            | Candidats            | Partis      | Partis      | Voix         | %            | Voix        | %           |
| -------------------- | -------------------- | ----------- | ----------- | ------------ | ------------ | ----------- | ----------- |
| 1                    | Francis Boudrenghien |             | FN          | 5 591        | 39,77        | 6 725       | 49,62       |
| 1                    | Nadine Fournard      |             | FN          | 5 591        | 39,77        | 6 725       | 49,62       |
| 2                    | Sylvia Duhamel       |             | DVD         | 3 296        | 23,44        | 6 828       | 50,38       |
| 2                    | André Lenquette      |             | DVD         | 3 296        | 23,44        | 6 828       | 50,38       |
| 3                    | Jean-Pierre Delannoy |             | FG          | 2 788        | 19,83        |             |             |
| 3                    | Michelle Gréaume     |             | FG          | 2 788        | 19,83        |             |             |
| 4                    | Nathalie Honnis      |             | PS          | 2 385        | 16,96        |             |             |
| 4                    | Jacques Marissiaux*  |             | PS          | 2 385        | 16,96        |             |             |
|                      |                      |             |             |              |              |             |             |
| Inscrits             | Inscrits             | Inscrits    | Inscrits    | 35 483       | 100,00       | 35 476      | 100,00      |
| Abstentions          | Abstentions          | Abstentions | Abstentions | 20 860       | 58,79        | 20 881      | 58,86       |
| Votants              | Votants              | Votants     | Votants     | 14 623       | 41,21        | 14 595      | 41,14       |
| Blancs               | Blancs               | Blancs      | Blancs      | 389          | 2,66         | 663         | 1,87        |
| Nuls                 | Nuls                 | Nuls        | Nuls        | 174          | 1,19         | 379         | 1,07        |
| Exprimés             | Exprimés             | Exprimés    | Exprimés    | 14 060       | 96,15        | 13 553      | 38,20       |
| * conseiller sortant |                      |             |             |              |              |             |             |

À l'issue du 1er tour des élections départementales de 2015, deux binômes sont en ballottage : Francis Boudrenghien et Nadine Fournard (FN, 39,77 %) et Sylvia Duhamel et André Lenquette (DVD, 23,44 %). Le taux de participation est de 41,21 % (14 623 votants sur 35 483 inscrits) contre 46,81 % au niveau départemental et 50,17 % au niveau national.
Au second tour, Sylvia Duhamel et André Lenquette (DVD) sont élus avec 50,38 % des suffrages exprimés et un taux de participation de 41,14 % (6 828 voix pour 14 595 votants et 35 476 inscrits).

#### Élections de juin 2021
Le premier tour des élections départementales de 2021 est marqué par un très faible taux de participation (33,26 % au niveau national). Dans le canton d'Anzin, ce taux de participation est de 26,46 % (9 343 votants sur 35 304 inscrits) contre 30,39 % au niveau départemental. À l'issue de ce premier tour, deux binômes sont en ballottage : Pierre-Michel Bernard et Michelle Gréaume (Union à gauche, 37,36 %) et Ali Benyahia et Sylvia Duhamel (DVC, 34,15 %).
Le second tour des élections est marqué une nouvelle fois par une abstention massive équivalente au premier tour. Les taux de participation sont de 34,36 % au niveau national, 31,01 % dans le département et 28,49 % dans le canton d'Anzin. Pierre-Michel Bernard et Michelle Gréaume (Union à gauche) sont élus avec 50,24 % des suffrages exprimés (4 683 voix pour 10 064 votants et 35 322 inscrits),,. 

## Composition

### Composition avant 2015

Situation du canton d'Anzin dans le département du Nord avant 2015.

Jusqu'en 2015 le canton d'Anzin regroupait quatre communes entières.
| Nom                | Code Insee | Codepostal | Superficie (km2) | Population (dernière pop. légale) | Densité (hab./km2) |
| ------------------ | ---------- | ---------- | ---------------- | --------------------------------- | ------------------ |
| Anzin (chef-lieu)  | 59014      | 59410      | 3,64             | 13 407 (2012)                     | 3 683              |
| Beuvrages          | 59079      | 59192      | 3,00             | 6 696 (2012)                      | 2 232              |
| Bruay-sur-l'Escaut | 59112      | 59860      | 6,70             | 11 975 (2012)                     | 1 787              |
| Saint-Saulve       | 59544      | 59880      | 12,06            | 11 062 (2012)                     | 917                |

### Composition depuis 2015
Le nouveau canton d'Anzin comprend six communes entières.
| Nom                           | Code Insee | Intercommunalité          | Superficie (km2) | Population (dernière pop. légale) | Densité (hab./km2) | Modifier                                    |
| ----------------------------- | ---------- | ------------------------- | ---------------- | --------------------------------- | ------------------ | ------------------------------------------- |
| Anzin (bureau centralisateur) | 59014      | CA Valenciennes Métropole | 3,64             | 13 417 (2022)                     | 3 686              | modifier les données · modifier les données |
| Beuvrages                     | 59079      | CA Valenciennes Métropole | 3,00             | 6 791 (2022)                      | 2 264              | modifier les données · modifier les données |
| Bruay-sur-l'Escaut            | 59112      | CA Valenciennes Métropole | 6,70             | 11 584 (2022)                     | 1 729              | modifier les données · modifier les données |
| Escautpont                    | 59207      | CA de la Porte du Hainaut | 5,78             | 4 174 (2022)                      | 722                | modifier les données · modifier les données |
| Fresnes-sur-Escaut            | 59253      | CA Valenciennes Métropole | 11,77            | 7 473 (2022)                      | 635                | modifier les données · modifier les données |
| Onnaing                       | 59447      | CA Valenciennes Métropole | 12,97            | 8 567 (2022)                      | 661                | modifier les données · modifier les données |
| Canton d'Anzin                | 5903       |                           | 43,86            | 52 006 (2022)                     | 1 186              | modifier les données                        |

## Démographie

### Démographie avant 2015

#### Évolution démographique
| 1982   | 1990   | 1999   | 2006   | 2011   | 2012   |
| ------ | ------ | ------ | ------ | ------ | ------ |
| 45 689 | 44 999 | 44 586 | 43 367 | 43 479 | 43 140 |

#### Pyramide des âges
Comparaison des pyramides des âges du Canton d'Anzin et du département du Nord en 2006
| Hommes | Classe d’âge   | Femmes |
| ------ | -------------- | ------ |
| 0,2    | 90 ans et plus | 0,7    |
| 4,7    | 75 à 89 ans    | 8,6    |
| 10,1   | 60 à 74 ans    | 11,8   |
| 20,1   | 45 à 59 ans    | 20,5   |
| 19,9   | 30 à 44 ans    | 19     |
| 22,1   | 15 à 29 ans    | 19,6   |
| 23     | 0 à 14 ans     | 19,7   |

| Hommes | Classe d’âge   | Femmes |
| ------ | -------------- | ------ |
| 0,2    | 90 ans et plus | 0,8    |
| 4,3    | 75 à 89 ans    | 7,9    |
| 10,3   | 60 à 74 ans    | 11,9   |
| 19,7   | 45 à 59 ans    | 19,4   |
| 21,1   | 30 à 44 ans    | 20,1   |
| 22,6   | 15 à 29 ans    | 21     |
| 21,6   | 0 à 14 ans     | 19     |

### Démographie depuis 2015
En 2022, le canton comptait 52 006 habitants, en évolution de −0,6 % par rapport à 2016 (Nord : +0,51 %, France hors Mayotte : +2,11 %).
| 2013   | 2018   | 2022   |
| ------ | ------ | ------ |
| 52 382 | 51 953 | 52 006 |